# Großer Sulzberg
Il Großer Sulzberg (1.400 m s.l.m.) è la montagna più alta delle Alpi di Türnitz nelle Alpi della Bassa Austria. Si trova in Bassa Austria.